# Pjatnyczany
Pjatnyczany (ukr. П'ятничани) – wieś w rejonie czemerowskim obwodu chmielnickiego.
Wieś położona była w pierwszej połowie XVII wieku w starostwie skalskim w województwie podolskim.